# Илопанго
Илопанго (исп. Ilopango) — город и муниципалитет в центральной части Сальвадора, на территории департамента Сан-Сальвадор.

## Географическое положение
Расположен в нескольких милях к востоку от столицы страны, города Сан-Сальвадор, на берегу озера Илопанго. Абсолютная высота — 604 метра над уровнем моря.

## Население
По данным на 2013 год численность населения составляет 50 522 человека.
Динамика численности населения города по годам:
| 1992   | 2013   |
| ------ | ------ |
| 30 800 | 50 522 |

## Транспорт
В Илопанго находится второй крупнейший аэропорт Сальвадора, который в наши дни используется для принятия чартерных рейсов, а также как база для ВВС страны. Существуют планы по расширению аэропорта.